# Moselbrücke Ehrang
Die Moselbrücke Ehrang ist eine Straßenbrücke zwischen Trier-Ehrang und Kenn. Sie ist die Überquerung der A 64a über die Mosel und die dort parallel zum Fluss verlaufende A 602. Die 1968 fertiggestellte Brücke ist einschließlich der direkt anschließenden Querung der moselparallelen Autobahn 542 m lang und ein Bindeglied in der Ortsumfahrung Triers Richtung Luxemburg über die im weiteren Verlauf als A 64 bezeichnete Autobahn.
Die Brücke verfügt über einen Fuß- und Radweg an ihrer nördlichen Seite mit Anschluss an den Mosel-Radweg.
Im Jahr 2010 wurde bekannt, dass die Moselbrücke Ehrang aufgrund des starken Verkehrs, täglich überqueren 34.000 Fahrzeuge die Brücke, erheblich beschädigt ist und ein Neubau wahrscheinlich ist.
Bilder

Die Brücke mit Hafen und Umgegend (1969)
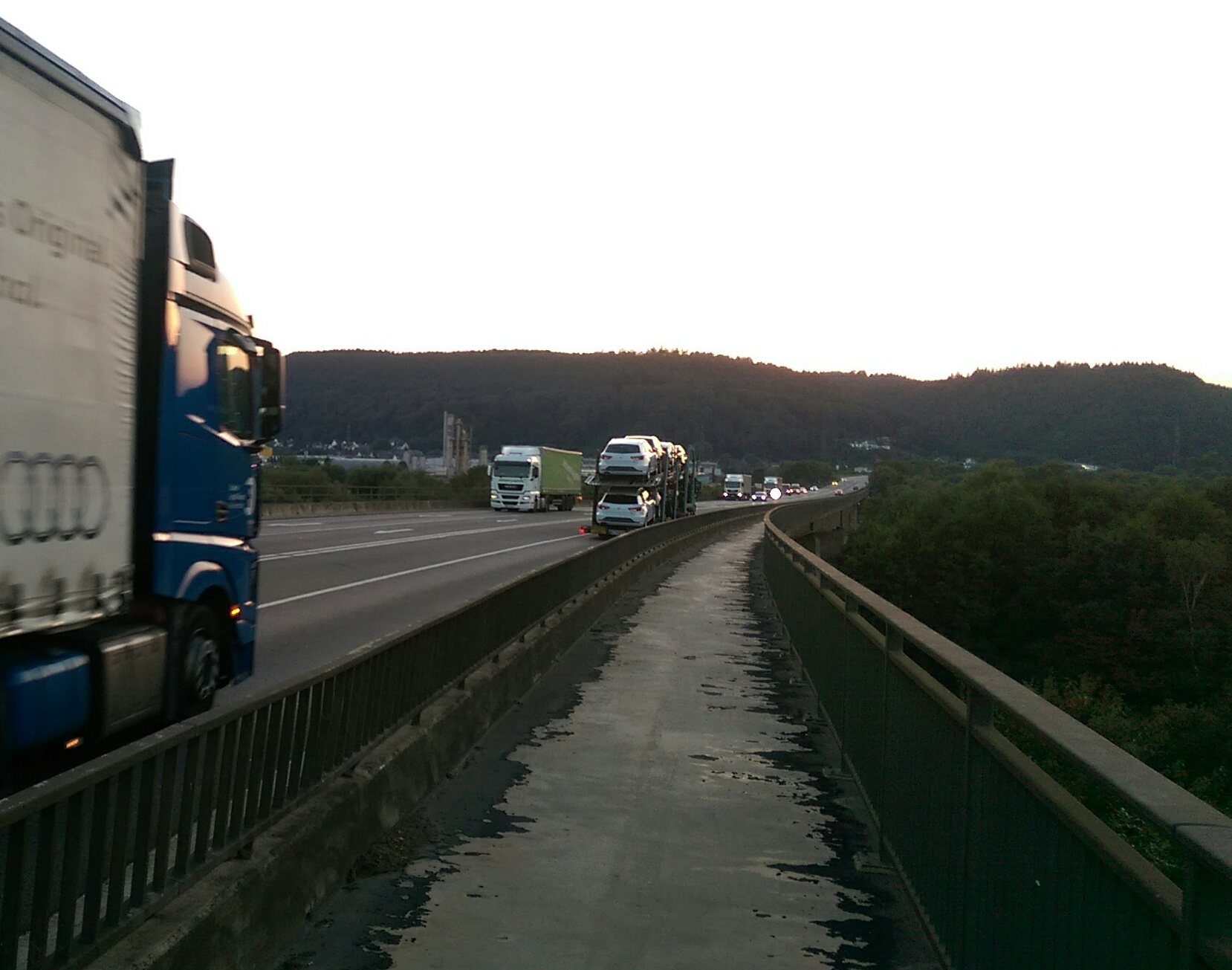
Blick vom östlichen Brückenkopf
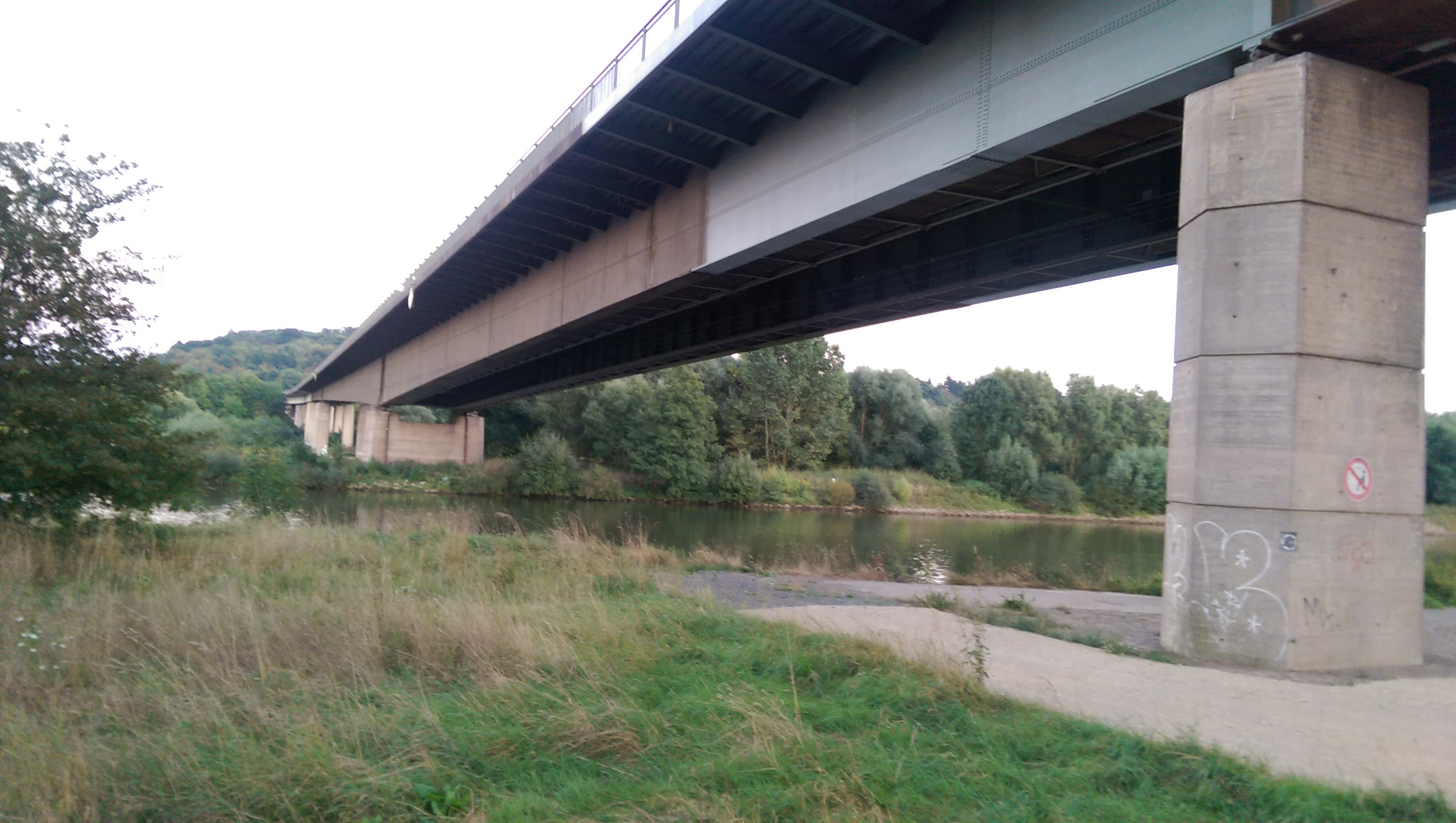
Blick vom westlichen Moselufer
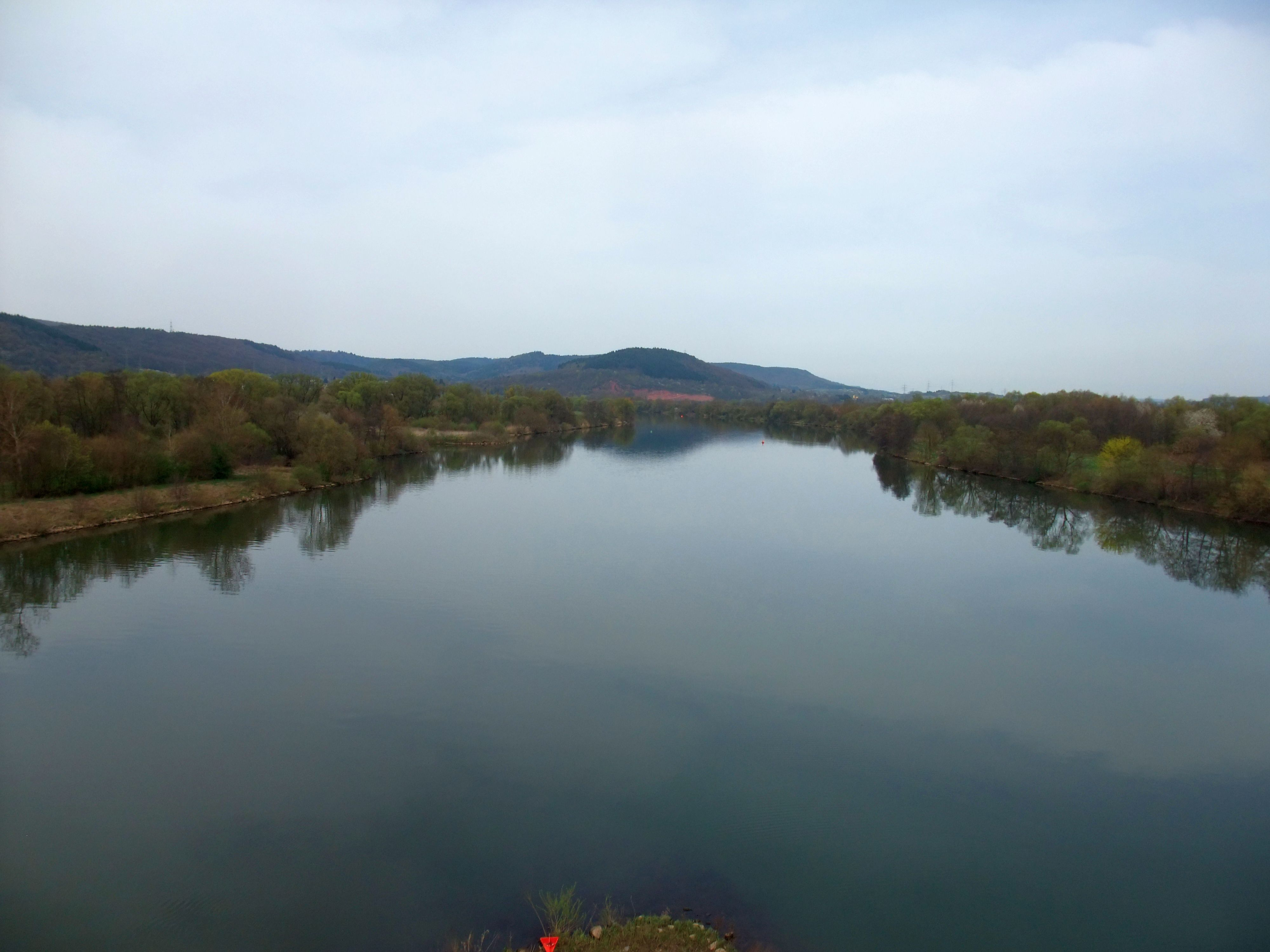
Blick von der Brücke moselabwärts